# Erwin Nypels
Erwin Nypels (Aerdenhout, 1 augustus 1933 –  Rijswijk (ZH), 8 december 2024) was een Nederlands politicus. Hij was een van de medeoprichters van D66. Hij was in de beginjaren van de partij Tweede Kamerlid en later kortstondig minister.
Hij was deskundig op het gebied van de volkshuisvesting en de pensioenen. Hij pleitte jarenlang voor wettelijke bestrijding van pensioenbreuk, en kwam daartoe met een initiatiefwetsvoorstel. Nypels bracht ook via een initiatiefwet een regeling voor deelnemersraden bij pensioenfondsen tot stand. Hij was voor hij in 1967 D66-Tweede Kamerlid werd bedrijfseconoom bij de PTT en twee jaar voorzitter van de JOVD. Na zijn politieke loopbaan werd hij voorzitter van de vakbond voor hoger personeel.

## Opleiding
Na zijn eindexamen HBS-B te Nijmegen studeerde Nypels aan de economische faculteit van de Gemeentelijke Universiteit te Amsterdam, economisch-sociologische richting. Hij haalde zijn doctoraalexamen in 1960. 

## Hoofdfuncties
Na zijn studie werkte Nypels van 1961 tot 1967 als bedrijfseconoom bij de Centrale Directie van het staatsbedrijf der PTT. 
Hij werd in februari 1967 voor D66 gekozen tot lid van de Tweede Kamer. Deze functie heeft hij, met twee onderbrekingen van samen anderhalf jaar, vervuld tot september 1989. Hij was fractiewoordvoerder voor sociale zaken, pensioenen, ambtenarenzaken, volkshuisvesting en ruimtelijke ordening (tot 1986) en volksgezondheid (vanaf 1986). Hij bekleedde het voorzitterschap van de Vaste Kamercommissie Volkshuisvesting en Ruimtelijke Ordening van 1977 tot 1982. Hij maakte deel uit van het Presidium van de Tweede Kamer in de periode 1981 tot 1989 (met onderbreking van een half jaar in 1982). Van 1986 tot 1989 was hij ondervoorzitter van de Vaste Kamercommissie Ambtenarenzaken. 
Na het verlies van zijn Kamerzetel werd hij in 1973 directeur van de Stichting Wetenschappelijk Bureau D66. Hij heeft die functie vervuld tot 1975. In 1982 trad hij als minister van Volkshuisvesting en Ruimtelijke Ordening toe tot het interim-kabinet Van Agt III. Nypels stond goed aangeschreven als een betrokken Kamerlid en minister. 
Na zijn Kamertijd stapte hij over naar de vakbeweging. Hij werd in 1990 voorzitter van de vakorganisatie voor middelbaar en hoger personeel, VHP. Dat bleef hij tot 1994. In die periode vertegenwoordigde hij ook zijn bond in het bestuur van de Vakcentrale MHP.
Nypels overleed in december 2024 op 91-jarige leeftijd.

## Nevenactiviteiten
- Landelijk voorzitter van de JOVD (1962 – 1964);
- Lid van het initiatiefcomité tot oprichting van D66 en lid van het eerste hoofdbestuur (1966 – 1967);
- Bestuurslid van de Nationale Stichting Nieuwe Woonvormen (1968 – 1977);
- Initiatiefnemer tot oprichting Landelijk Ombudsteam Stadvernieuwing en eerste voorzitter (1973 – 1980);
- Deelnemer aan het Des Indes-beraad, een overleggroep van een aantal politici op persoonlijke titel, gericht op de totstandkoming van een “paarse” regeringscoalitie van PvdA, D66 en VVD (1975 – 1994);
- Bestuurslid van de Vereniging van Oud-Tweede Kamerleden met portefeuille pensioenen en wachtgelden (1991 – 1998);
- Voorzitter van de Nederlandse Bond voor Pensioenbelangen (1998 – 2002);
- Voorzitter van de Gepensioneerdenfractie-NVOG in de Raad van Advies en later in de Deelnemersraad van pensioenfonds ABP (1999 – 2008).

## Initiatiefwetten
Als Tweede Kamerlid diende Nypels in 1975 een initiatiefwetsvoorstel in om de organisaties van middelbaar en hoger personeel toe te laten tot het centraal arbeidsvoorwaardenoverleg (Regeling deelname algemeen sociaal-economisch overleg). Dit voorstel werd ingetrokken nadat de Stichting van de Arbeid bereid was de Vakcentrale MHP in de Stichting op te nemen. Nypels diende in 1981 een initiatiefwetsvoorstel in ter bescherming van de voorraad goedkope huurwoningen (Wet op de woningsplitsing). Dit voorstel werd door de Staten Generaal aanvaard en in 1985 tot wet verheven. 
Hij diende in 1985 een initiatiefwetsvoorstel in om gepensioneerden medezeggenschap te geven in pensioenfondsen (wet Regeling medezeggenschap bij pensioenfondsen). Het voorstel werd in gewijzigde vorm door de Staten-Generaal aanvaard en in 1990 tot wet verheven. Hierdoor ontstond een wettelijke regeling voor deelnemersraden. 
Hij diende in 1980 een initiatiefwetsvoorstel in ter beperking van pensioenbreuk bij verandering of verlies van werk (wet Gelijke behandeling van slapers en gepensioneerden). Het voorstel is in 1989, toen Nypels de Kamer verliet, door zijn fractiegenote mevrouw drs. L.S. Groenman overgenomen. Uiteindelijk is het voorstel, eveneens in gewijzigde vorm, door de Staten-Generaal aanvaard en in 1991 tot wet verheven. Het bevatte een verplichting tot een gelijke indexatie van “slapende” pensioenaanspraken als van gepensioneerden. 
Na zijn Kamerperiode stelde Nypels tezamen met F.H.W. Brouwer een voorontwerp van wet op voor toekenning van het recht aan de gepensioneerden op vertegenwoordiging in hun pensioenfondsbestuur. Dat vormde de basis voor het initiatiefwetsvoorstel dat de Tweede Kamerleden Fatma Koşer Kaya (D66) en Stef Blok (VVD) in 2008 indienden (wet Samenstelling van en medezeggenschap in pensioenfondsbesturen). Het voorstel is in beperkt gewijzigde vorm door de Staten-Generaal aanvaard en in 2012 tot wet verheven.

## Publicaties
- VHP-beleidsnota: Pensioenbeloning à la carte (1992);
- Notitie over D66 als pensioenpartij: Pensioencrisis en pensioenambitie of het gelijk van de vierkante cirkel (2013);
- Notitie naar aanleiding van een D66-motie: Hoe nu verder met ons pensioenstelsel (2015);
- Website < www.nypels.nl > Documentatie medezeggenschap gepensioneerden periode 1968 - 2013: Kroniek van 45 jaar emancipatiestrijd gepensioneerden; ook in boekvorm met de titel: De macht gedeeld (2015);
- Website < george.nypels.nl > George Nypels, militair en koloniaal historicus (2018);
- Schildpad op het Binnenhof, een politiek plakboek van een van de oprichters van D66: Erwin Nypels (2021).

## Trivia
Kamervoorzitter Dolman gaf Nypels vanwege zijn krachtig stemgeluid de bijnaam: “de laatste volkstribuun” (1980);
Op het ministerie van Volkshuisvesting kreeg hij de bijnaam: “de fluwelen drilboor” (1982);
De Haagse buurtkrant De Schilderswijker voerde voor hem bij de Tweede Kamerverkiezingen in 1982 een voorkeursactie met de slogan “Nypels for president!”;
De laatste keer dat hij zich kandidaat stelde bij de Tweede Kamerverkiezingen gebeurde dat op verzoek van de Jonge Democraten; na een voorkeursactie van hen werd Nypels toen voor de zevende maal gekozen in de D66-fractie (1986).  
De Jonge Democraten gaven het voor hun vereniging opgerichte steunfonds de naam "Erwin Nypels Stichting" (2020).  

## Onderscheidingen
- Ridder in de orde van de Nederlandse Leeuw (1980);
- Commandeur in de orde van Oranje-Nassau (1982).

- International Standard Name Identifier: 0000 0003 9662 4602
- Nederlandse Thesaurus van Auteursnamen: 070431299
- Parlement.com: vg09ll3pxwyi
- Virtual International Authority File: 291650914
- WorldCat: E39PBJf8q44VKjwdW6dT6ymGHC